# Eragrostis silveana
Eragrostis silveana är en gräsart som beskrevs av Jason Richard Swallen. Eragrostis silveana ingår i släktet kärleksgrässläktet, och familjen gräs. Inga underarter finns listade i Catalogue of Life.